# MAPLEZ
MAPLEZ（メイプルズ）は、日本の女性アイドルグループ。2013年、広島市のアイドル劇場「STUDIO MAPLE」所属メンバーにより「ひろしまMAPLE★S」として結成。2016年にMAPLEZに改名した。2018年に解散。

## 概要
- 広島市中区本通のアイドル劇場「STUDIO MAPLE（スタジオメイプル）」に所属しているメンバーにより、2013年1月に「ひろしまMAPLE★S」結成。
- 「STUDIO MAPLE」閉鎖以前は、小泉明音・香山紗英の2名の固定メンバーと、親衛隊（ファン）による投票など独自の選抜システムで選出した6名を加えた8名のメンバーで構成され、3か月ごとに選抜メンバーが更新された。広島を拠点に全国展開するアイドルユニットとして、専用劇場にて公演を行うほか、東京・名古屋・大阪・福岡など、全国各都市のライブ・イベントに参加した。なお、「STUDIO MAPLE」は、2016年8月に閉店した[2]。
- 楽曲制作ユニット「オシロフォン」の手掛けるEDM×ダブステップ×ロック×POPをフュージョンさせた楽曲が特徴[3]。
- サウンドプロデューサーは、広島の楽曲制作ユニット「オシロフォン」チーフディレクターのマツモトマサヤ。
- ダンスインストラクターは、HDC/広島ダンスカンパニー代表のMIKKA。

## 来歴
- 2012年10月3日、アイドル育成型新感覚劇場「STUDIO MAPLE」がオープン。
- 2013年1月、2012年12月の「第一回MAPLE総選挙」で選抜された14名で「ひろしまMAPLE★S」結成。
- 2013年6月、タワーレコード広島店公認アイドルに選出。
- 2013年12月、ホリプロ主催・全国ご当地アイドルNo.1決定戦「U.M.U AWARD 2013」にノミネートされ、結成1年未満で全国約300組の中から10組のファイナリストに選出。
- 2014年8月31日、チャレンジ枠から勝ち上がり@JAM EXPO2014出演。
- 2014年12月27日、広島クラブクアトロにて行われた1stワンマンライブ「BRIGHT!!」で観客動員500人達成。
- 2015年4月18日より、福岡・神戸・名古屋・東京・大阪・広島の全国6ヶ所を回る初のライブツアー「1st LIVE TOUR 2015 “ENDEAVORRR”」開催。
- 2015年8月、12月1日開局の「FM RCC」[4] PR大使に、香山紗英・川原亜美・小泉明音・城谷るりの4名が任命された。
- 2015年8月29日、@JAM EXPO 2015出演。
- 2015年9月22日、ツイキャスにて、フルメンバーでの初のインターネット配信。
- 2015年9月26日より、東京・福岡・仙台・新潟・横浜・名古屋・大阪・広島・神戸・埼玉・札幌の全国12ヶ所を回る「2nd LIVE TOUR “P(L/R)AYERS”」開催。
- 2016年1月2日、赤坂BLITZにて「2nd LIVE TOUR "P(L/R)AYERS"」FINAL STAGEライブ開催。このライブでユニット名を「ひろしまMAPLE★S」から「MAPLEZ」に改名することを発表し[5]、新サポートメンバーの朝比奈桃子が加入した[6]。
- 2016年夏、広島、名古屋、渋谷、大阪の4箇所でクアトロツアー開催[7]。
- 2016年8月5日、7日、TOKYO IDOL FESTIVAL 2016初出演[8]。
- 2016年9月19日、拠点としていたアイドル劇場STUDIO MAPLE閉鎖[2]。
- 2016年9月24日-25日、@JAM×ナタリー EXPO 2016出演[9]。
- 2016年12月27日、ディファ有明にてワンマンライブ開催[10]。
- 2017年3月より新体制始動。
- 2017年3月、MAPLEZ REVISION TOUR 2017ツアー開催。
- 2017年8月4日-5日、TOKYO IDOL FESTIVAL 2017出演[11]。
- 2017年8月26日-27日、@JAM EXPO 2017出演[12]。
- 2018年1月26日、広島CLUB QUATTOROにて開催されたワンマンライブ「MAPLEZ 5th ANNIVERSARY LIVE」で、矢野美優がリーダーに就任することが決まった。
- 2018年6月23日-7月29日、原点回帰 LIVE TOUR 2018 開催。
- 2018年7月29日、MAPLEZ“原点回帰”WEST JAPAN CARAVAN TOUR 2018」広島CLUB QUATTRO公演をもって解散[13]。

## メンバー
解散時のメンバー
| 名前                       | 誕生日   | 加入期     | カラー | 備考                                                                    |
| -------------------------- | -------- | ---------- | ------ | ----------------------------------------------------------------------- |
| 矢野美優 やの みゆう       | 10月17日 | 1期        | ピンク | 4代目リーダー 元GINGANEKO（兼任） 後にMeteonomicon、maplez、愛乙女☆DOLL |
| 天野名雪 あまの なゆき     | 12月31日 | 3.5期      | 水色   | 後にソロ活動                                                            |
| 朝比奈桃子 あさひな ももこ | 2月6日   | 5期        | 白     |                                                                         |
| 小川彩菜 おがわ あやな     | 11月10日 | 5.5期      | 緑     | 元GINGANEKO、元HIROSHIMA GO!GO!（兼任） 後にMeteonomicon                |
| 愛梨 あいり                | 10月28日 | 2017年12月 | 紫     | 後にNEMURIORCA                                                          |

### 旧メンバー
所属は脱退時のポジション
| 名前                       | 加入期    | 所属                              | 脱退       |
| -------------------------- | --------- | --------------------------------- | ---------- |
| 仙堂ひなの せんどう ひなの | 1期       | 選抜                              | 2013年3月  |
| 下野かのん しもの かのん   | 1期       | 選抜                              | 2013年5月  |
| 高野茉由 たかの まゆ       | 1期       | 選抜                              | 2013年7月  |
| 保良成珠 ほら なるみ       | 1期       | 選抜                              | 2013年7月  |
| 渡辺すず わたなべ すず     | 1期       | 選抜                              | 2013年9月  |
| 橘千尋 たちばな ちひろ     | 1期       | 選抜                              | 2013年10月 |
| 大谷梨乃 おおたに りの     | 1期       | 選抜                              | 2013年11月 |
| 藤崎こころ ふじさき こころ | 1期       | アンダー                          | 2013年12月 |
| 久米山四葉 くめやま よつば | 1期       | アンダー                          | 2014年2月  |
| 竹下真衣 たけした まい     | 1期       | 殿堂入り名誉 初代リーダー         | 2014年4月  |
| 浜崎瑠衣 はまさき るい     | 1期       | 劇場スタッフ                      | 2014年5月  |
| 水瀬もも みなせ もも       | 1期       | アンダー                          | 2014年12月 |
| 中本眞子 なかもと まこ     | 3期       | アンダー                          | 2015年1月  |
| 景山美咲 かげやま みさき   | 1期       | アンダー                          | 2015年2月  |
| 雛里もなか ひなさと もなか | 2.5期     | 選抜                              | 2015年3月  |
| 景山渚紗 かげやま なぎさ   | 3期       | 選抜固定                          | 2015年8月  |
| 森脇紗香 もりわき さやか   | 1期       | 殿堂入り名誉 2代目リーダー        | 2015年8月  |
| 村田ゆか むらた ゆか       | 1.5期     | 殿堂入り名誉 選抜固定             | 2015年9月  |
| 佐伯未来 さえき みく       | 3期       | GINGANEKO                         | 2015年9月  |
| 森遥香 もり はるか         | 3期       | GINGANEKO                         | 2015年12月 |
| 櫻木ゆう子 さくらぎ ゆうこ | 4期       | 選抜                              | 2016年6月  |
| 丸本遼 まるもと はるか     | 4期       | 選抜                              | 2016年6月  |
| 川原亜美 かわはら あみ     | 2期       | 殿堂入り名誉 選抜固定             | 2016年7月  |
| 城谷るり じょうや るり     | 4期       | 選抜                              | 2017年2月  |
| 宮田愛美 みやた まなみ     | 3.5期     | 選抜                              | 2017年2月  |
| 香山紗英 かやま さえ       | 1.5期     | 3代目リーダー 選抜固定            | 2017年2月  |
| 高本いづみ たかもと いづみ | 5.5期     | サポートメンバー                  | 2017年3月  |
| 小川すみれ おがわ すみれ   | 2017年2月 | サポートメンバー                  | 2017年9月  |
| 小泉明音 こいずみ あかね   | 1期       | 正規メンバー ヲルタナティヴに移籍 | 2018年4月  |
| 中野なこ なかの なこ       | 5.5期     | 正規メンバー                      | 2018年4月  |
| 西野綾華 にしの あやか     | 5.5期     | 正規メンバー                      | 2018年4月  |
| 蒼井優香 あおい ゆうか     | 2017年2月 | 正規メンバー                      | 2018年5月  |

## 作品
順位はオリコン週間ランキング最高位。

### シングル
| # | 発売日         | タイトル                                                 | 順位  |
| - | -------------- | -------------------------------------------------------- | ----- |
| 1 | 2013年3月14日  | SUNRIZE                                                  |       |
| 2 | 2013年6月30日  | 恋のセンセーション                                       |       |
| 3 | 2013年12月11日 | ウルトラネイビー/BRIGHT!!                                | 139位 |
| 4 | 2014年6月11日  | Boom! Boom! Miracle Emotion                              | 26位  |
| 5 | 2014年12月24日 | RPM                                                      | 14位  |
| 6 | 2015年12月15日 | 邂逅と再生のシンギュラリティ                             | 14位  |
| 7 | 2016年11月29日 | オーセンティックインベンションとロマンティックパラノイド | 18位  |
| 8 | 2017年11月1日  | エゴサバイバー！                                         | 17位  |

### アルバム
| # | 発売日        | タイトル   | 順位 |
| - | ------------- | ---------- | ---- |
| 1 | 2015年5月27日 | ENDEAVORRR | 30位 |

### 参加作品
| 発売日        | タイトル                 | 備考                  |
| ------------- | ------------------------ | --------------------- |
| 2015年8月18日 | ここから / Lalalalullaby | MMJとのコラボシングル |

### 映像作品
| 発売日        | タイトル                                                               |
| ------------- | ---------------------------------------------------------------------- |
| 2015年        | ひろしまMAPLE★S 1stワンマンライブ「BRIGHT!!」                          |
| 2016年3月12日 | MAPLEZ LIVE〜HIROSHIMA MAPLE★S 2nd LIVE TOUR 2015-2016 “P(L/R)AYERS”〜 |

### タイアップ
- オーセンティックインベンションとロマンティックパラノイド - フジテレビ『アイドリアル アイドルの今を切り取る』2017年2月エンディングテーマ[33]
- 三井住友VISAカードタイアップキャンペーン（2015年1月 - 3月）[34]
- エゴサバイバー！ - サンテレビ『アキナ・和牛・アインシュタインのバツウケテイナー』エンディングテーマ（2017年10月 - 11月）
- エゴサバイバー！ - ファミリーマート店内放送（2017年10月 - 11月）

## ライブ

### ワンマンライブ
| タイトル                                             | 開催日         | 開催会場                   |
| ---------------------------------------------------- | -------------- | -------------------------- |
| ひろしまMAPLE★S 1st ワンマンライブ『BRIGHT!!』       | 2014年12月27日 | 広島CLUB QUATTRO           |
| MAPLEZ 4th ANNIVERSARY LIVE - アルゴリズムと分岐点 - | 2016年12月27日 | ディファ有明(東京都江東区) |
| MAPLEZ 4th ANNIVERSARY “2nd” LIVE - OSAKA -          | 2017年1月21日  | 大阪・LIVE SQUARE 2nd LINE |
| MAPLEZ 4th ANNIVERSARY “2nd” LIVE - Eight            | 2017年1月29日  | 渋谷・SOUND MUSEUM VISION  |
| MAPLEZ 5th ANNIVERSARY LIVE                          | 2018年1月26日  | 広島CLUB QUATTRO           |

### 主催ライブ
- MAPLEZ CHALLENGE!!（広島・STUDIO MAPLE、広島・SECOND CRUTCHほか）

### 参加ライブ
- 2014年8月31日、@JAM EXPO 2014（横浜アリーナ）
- 2015年8月29日、@JAM EXPO 2015（横浜アリーナ）
- 2016年7月2日・3日、アイドル横丁夏まつり!!〜2016〜（横浜・赤レンガパーク）
- 2016年8月5日・7日、TOKYO IDOL FESTIVAL 2016（お台場・青海周辺エリア）
- 9月24日・25日、@JAM×ナタリー EXPO 2016（幕張メッセ）
- 2017年7月8日・9日、アイドル横丁夏まつり!!〜2017〜（横浜・赤レンガパーク]）
- 2017年8月5日・6日、TOKYO IDOL FESTIVAL 2017（お台場・青海周辺エリア）
- 2017年8月26日・27日、@JAM EXPO 2017（横浜アリーナ）

## 出演

### テレビ
- ぽるぽるLIVE『ひろしま地下LIVEぶちアゲ↑7↓ダウン』（2018年4月17日 - 7月3日、広島ホームテレビ）- 火曜日レギュラー

## 書籍

### 写真集
- メモリアルフォトブック〜MAPLEZ 2nd LIVE TOUR 2015-2016 “P(L/R)AYERS”〜（2016年2月24日）
- メモリアルフォトブック〜MAPLEZ CLUB QUATTRO TOUR 2016-RUMBLING, PULSATION -〜（2016年11月）